# مانويل مونيوز بوريرو
مانويل مونيوز بوريرو (1891 - 5 أكتوبر 1976) دبلوماسي إكوادوري أصدر ما يقرب من 100 جواز سفر إكوادوري لإنقاذ اليهود خلال الهولوكوست. هو معترف به من قبل إسرائيل بـ صالحون بين الأمم.